# Salinillas de Bureba
Salinillas de Bureba è un comune spagnolo di 51 abitanti situato nella comunità autonoma di Castiglia e León.